# Бохола
Бохола (англ. Bohola; ирл. Both Chomhla) — деревня в Ирландии, находится в графстве Мейо (провинция Коннахт) у трассы N5. В деревне есть почта, два паба и католическая церковь.